# 明日の空
『明日の空』（あしたのそら）は、おいしいうたファミリーの楽曲である。EPIC Recordsから2010年1月20日に発売されたコンピレーションアルバム「すごくおいしいうた」に収録されている。

## 概要
毎日放送が、2008年10月からテレビ・ラジオを問わず、西日本地域で縁のあるアーティストの曲を毎月1曲を推す「おいしいうた」を集めたコンピレーションアルバムの第1弾となる「すごくおいしいうた」を制作。このアルバムには2008年10月から2009年9月までの「おいしいうた」を収録した。そして、「明日の空」が「おいしいうた」で紹介したアーティストのうちの8組による特別ユニット「おいしいうたファミリー」のために新たに書き下ろされた。作詞は「すごくおいしいうた」「おいしいうたファミリー」にも参加しているPENGIN。作曲・編曲は藤本和則。

## 参加アーティスト
おいしいうたファミリー
- ji ma ma
- 植村花菜
- かりゆし58
- しおり
- 城南海
- まきちゃんぐ
- 中孝介
- PENGIN

※歌唱順

## カバー
ボーカル入り
- 中孝介:ミニアルバム「うがみうた～絆、その手に～」に収録。ji ma maに加え、50名の子ども達と西靖（MBSアナウンサー）・U.K.こと楠雄二朗がコーラスで参加している。
- PENGIN:シングル「世界に一人のシンデレラ feat. U」に収録。
- まきちゃんぐ:配信限定（関西地区限定レンタル）シングル「満海」（まんかい）にカップリングとして収録。

インストゥルメンタル
- 松下奈緒: ベストアルバム「Scene25 〜Best of Nao Matsushita」に収録。ピアノでカバー。